# Mesotritia glabra
Mesotritia glabra är en kvalsterart som beskrevs av Wojciech Niedbała 2002. Mesotritia glabra ingår i släktet Mesotritia och familjen Oribotritiidae. Inga underarter finns listade i Catalogue of Life.